# Say Hello (canción de April Wine)
«Say Hello» (en español: «Di hola») es una canción de hard rock compuesta por el cantante y músico Myles Goodwyn y es interpretada por la banda canadiense de rock April Wine.  Se encuentra originalmente en el álbum de estudio Harder... Faster lanzado en 1979 por Aquarius Records y Capitol Records.

## Lanzamiento y recepción
Este tema fue publicado como el primer sencillo de Harder... Faster en 1979 por las discográficas antes mencionadas.
En febrero de 1980, «Say Hello» se ubicó en la posición 45.º del listado de los 100 sencillos más exitosos de la revista canadiense RPM Magazine.  En los Estados Unidos no entró en las listas de popularidad.

## Versiones
Al igual que su antecesor, «Say Hello» fue lanzado en versión comercial y promocional.  En el lado B del vinilo comercial se incluyó la melodía «Before the Dawn» («Antes del Amanecer»), escrita por el guitarrista Brian Greenway.  En tanto, la segunda versión es la que contiene el mismo tema principal en ambas caras del acetato, pero con diferente calidad de audio.

## Lista de canciones

### Versión comercial

#### Cara A
| side one |             |               |               |          |  |
| N.º      | Título      | Escritor(es)  | Voz principal | Duración |  |
| 1.       | «Say Hello» | Myles Goodwyn | Myles Goodwyn | 2:59     |  |

#### Cara B
| side one |                   |                |                |          |  |
| N.º      | Título            | Escritor(es)   | Voz principal  | Duración |  |
| 2.       | «Before the Dawn» | Brian Greenway | Brian Greenway | 4:19     |  |

### Versión promocional

#### Cara A
| side one |                                    |               |               |          |  |
| N.º      | Título                             | Escritor(es)  | Voz principal | Duración |  |
| 1.       | «Say Hello» (sonido estereofónico) | Myles Goodwyn | Myles Goodwyn | 2:59     |  |

#### Cara B
| side one |                                |               |               |          |  |
| N.º      | Título                         | Escritor(es)  | Voz principal | Duración |  |
| 1.       | «Say Hello» (sonido monoaural) | Myles Goodwyn | Myles Goodwyn | 2:59     |  |

## Créditos
- Myles Goodwyn — voz principal (en la canción «Say Hello»), guitarra y coros.
- Brian Greenway — voz principal (en la canción «Before the Dawn»), guitarra y coros.
- Gary Moffet — guitarra y coros
- Steve Lang — bajo y coros
- Jerry Mercer — batería y coros

## Listas
| Año  | País   | Lista                        | Posición máxima |
| ---- | ------ | ---------------------------- | --------------- |
| 1980 | Canadá | RPM Magazine Top 100 Singles | 45.º            |